# Cooper T51

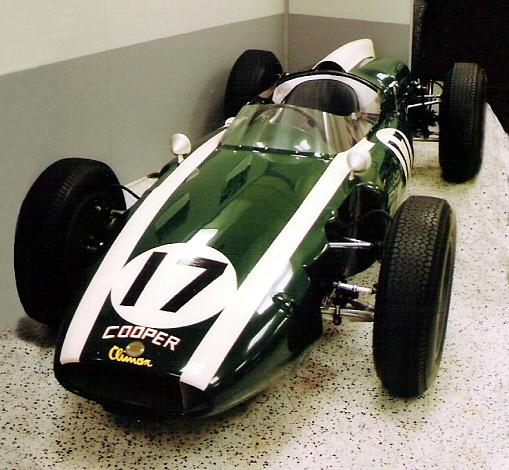
Cooper T53

Cooper T51 och den vidareutvecklade Cooper T53 är en serie formel 1-bilar, tillverkade av den brittiska formelbilstillverkaren Cooper Car Company mellan 1959 och 1960.

## Bakgrund
Auto Union hade byggt tävlingsbilar med mittmotor under 1930-talet, med sina Grand Prix-bilar Typ A till Typ D, men när Grand prix-racingen tog fart igen efter andra världskriget satsade tillverkarna på konventionella lösningar. Att placera motorn bakom föraren istället för framför ger dock ett antal klara fördelar. Den kompakta drivlinan utan kardanaxel sänker vikten. Karossen kan byggas lägre vilket sänker tyngdpunkten och tillsammans med den mindre frontarean minskas luftmotståndet. Därför återkom snart mittmotorkonceptet, först i de mindre racingklasserna. Cooper byggde sin första mittmotorbil 1955 och två år senare kom den första formel 2-bilen byggd enligt principen. När Stirling Moss vann Argentinas Grand Prix 1958 med en Cooper F2:a blev det första segern i ett formel 1-lopp för en mittmotorbil. Till 1959 byggde Cooper sin första formel 1-bil med mittmotor och dess framgångar övertygade snart alla tillverkare att anamma konceptet.

## Utveckling

### Cooper T51
Bortsett från motorplaceringen var Cooper T51 en tämligen konventionell bil. Tekniken var en vidareutveckling av de mindre formelbilar Cooper byggt under flera år. Bilen hade en fackverksram och hjulupphängningarna bestod av dubbla triangellänkar. Baktill användes fortfarande en tvärliggande bladfjäder. Motorn köptes från Coventry Climax. Den raka fyran var ursprungligen framtagen för att driva en brandspruta men med åren hade den utvecklats till en mycket framgångsrik tävlingsmotor och användes av en rad små brittiska tävlingsbilstillverkare. Växellådan kom från Citroën men modifierades för att tåla vridmomentet från Climax-motorn.

### Cooper T53

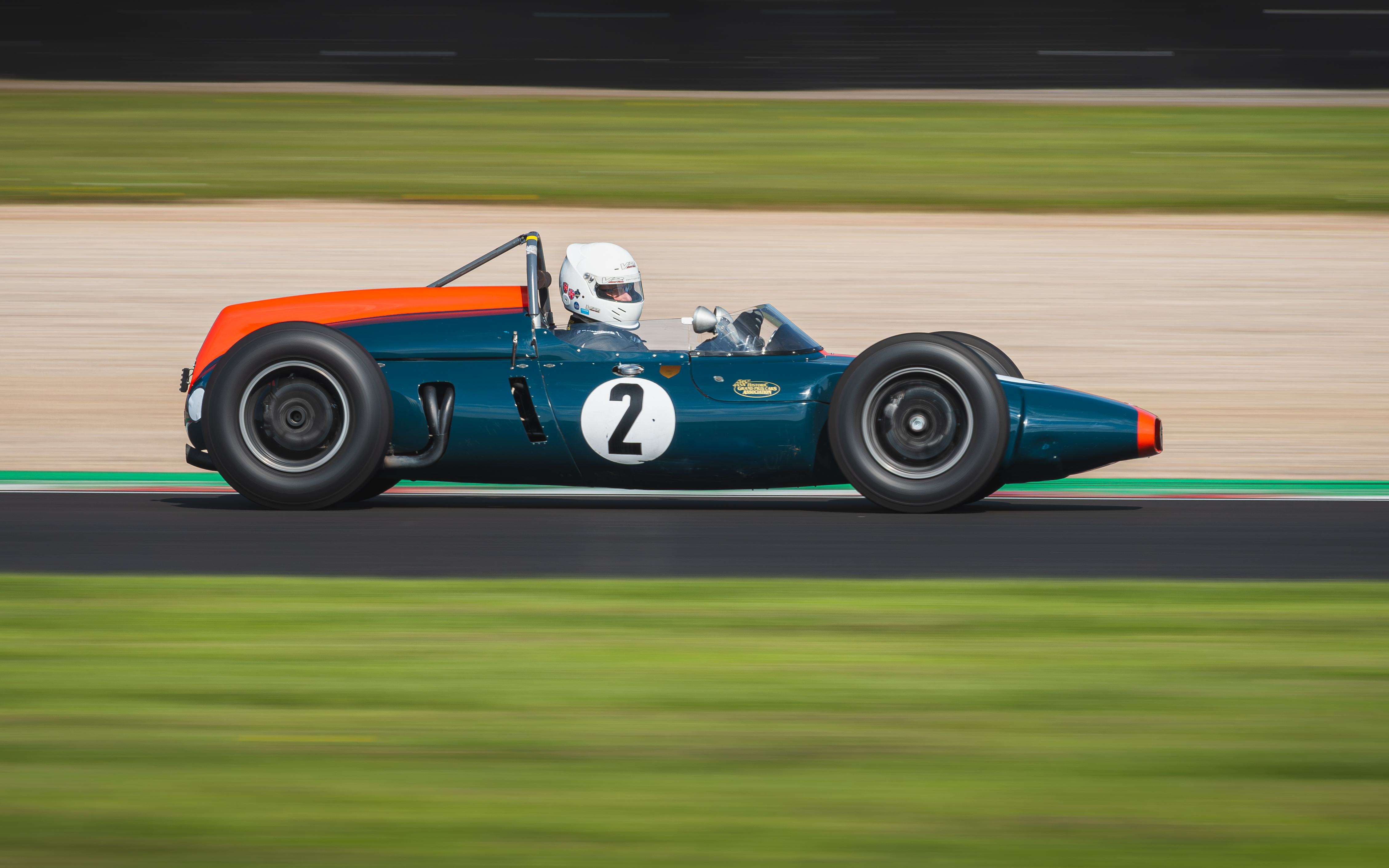
En T53 på Donington Park 2023.

I början av 1960 kom den vidareutvecklade Cooper T53. Bilen hade fått en lägre kaross med bättre aerodynamiska egenskaper och ny bakfjädring med skruvfjädrar.
Förutom det egna formel 1-stallet fortsatte Cooper att sälja bilat till privata stall. Främst av privatstallen var R R C Walker Racing Team som bidrog med viktiga poäng i märkesmästerskapet. Sedan CSI reducerat motorstorleken i formel 1 till 1,5 liter inför säsongen 1961 tog Cooper fram en ny generation bilar, men de mindre privatteamen fortsatte att tävla med T51- och T53-modellerna så sent som 1963.

## Tekniska data
| Tekniska data           | Cooper T51                                       |
| ----------------------- | ------------------------------------------------ |
| Motor:                  | Mittmonterad 4-cylindrig radmotor                |
| Cylindervolym:          | 2495 cm³                                         |
| Borrning x slaglängd:   | 94,0 x 89,9 mm                                   |
| Max effekt vid varvtal: | 240 hk vid 6 750 v/min                           |
| Ventilstyrning:         | 2 överliggande kamaxlar, 2 ventiler per cylinder |
| Förgasare:              | 2 st Weber 38 DCO                                |
| Växellåda:              | 4-växlad manuell                                 |
| Hjulupphängning fram:   | Dubbla tvärlänkar, skruvfjädrar                  |
| Hjulupphängning bak:    | Dubbla tvärlänkar, tvärliggande bladfjäder       |
| Bromsar:                | Skivbromsar                                      |
| Chassi & kaross:        | Fackverksram med aluminiumkaross                 |
| Hjulbas:                | 231 cm                                           |
| Torrvikt:               | 475 kg                                           |

## Tävlingsresultat

### Formel 1-VM 1959
Jack Brabham vann två lopp 1959 och hans stallkamrat Bruce McLaren vann ett. Dessutom tog Stirling Moss två segrar med det privata Rob Walker-stallet. Brabham blev världsmästare, med Moss på tredje och McLaren på femte plats. Cooper tog sin första seger i konstruktörsmästerskapet.

### Formel 1-VM 1960

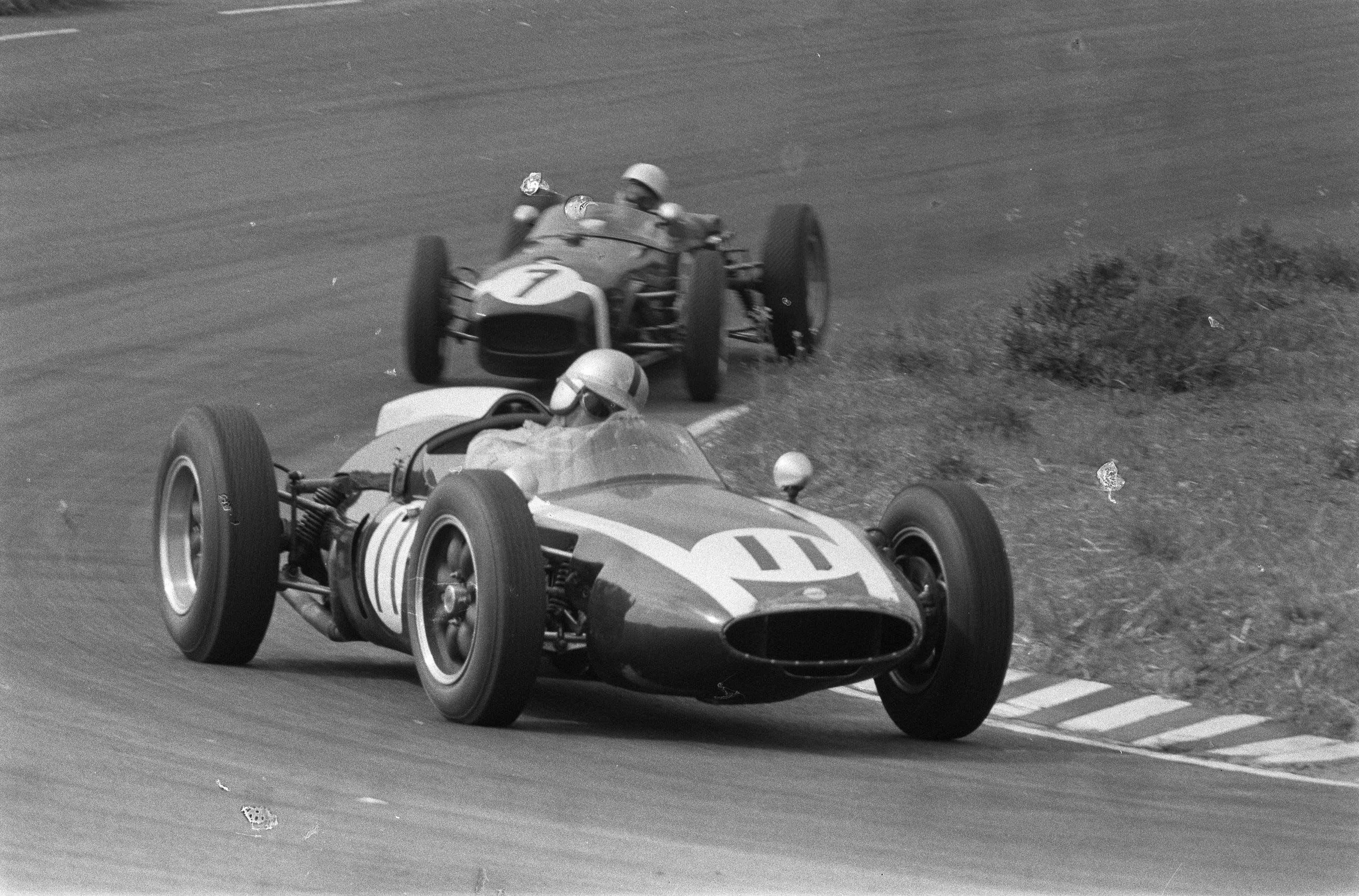
Jack Brabham i sin T53:a vid Nederländernas Grand Prix 1960.

1960 vann Cooper alla lopp märket deltog i. Jack Brabham tog sin andra raka VM-titel efter att ha vunnit fem av säsongens tävlingar. Bruce McLaren kom tvåa i förarmästerskapet med en seger och Stirling Moss slutade trea med två segrar. Copper vann konstruktörsmästerskapet för andra året i rad.